# Aisumasen (I'm Sorry)
Aisumasen (I'm Sorry) è una canzone di John Lennon dell'album Mind Games (1973) che tratta dei problemi coniugali che stava avendo con la moglie Yōko Ono.

## Il brano

### Storia, composizione e registrazioni
Nell'aprile 1971 John Lennon registrò tre demo di altrettanti brani Oh Yoko!, God Save Us e Call My Name; le prime due vennero pubblicate rispettivamente su Imagine (1971) ed in una campagna promozionale per la rivista Oz, mentre la terza, con delle liriche molto diverse da quelle lennoniane del periodo (il doppio LP politico Some Time in New York City sarebbe uscito circa un anno dopo) non venne pubblicata. Circa due anni dopo, il musicista britannico utilizzò la melodia dell'inedito per una nuova canzone, intitolata Aisumasen (I'm Sorry); il demo di questa nuova versione del pezzo differisce dalla versione poi pubblicata per alcune parti del testo, poiché presentava il protagonista come un protettore, e non una persona bisognosa di aiuto come in seguito sarà. Nel 1973, una parte del testo che conteneva "I'll ease your pain" ("Lenirò il tuo dolore") divenne "Aisumasen", che in lingua giapponese significa "Chiedo scusa", come riportato, in inglese, fra parentesi nel titolo; infatti, in quel periodo iniziarono i problemi coniugali della coppia John & Yōko, che poi sfoceranno nel lost weekend, un periodo formato, per l'ex-beatle caratterizzato da fiumi di alcolici, che durò da fine 1973 al 1975 per 18 mesi. La versione apparsa su Mind Games venne incisa tra giugno e luglio 1973 sotto la produzione di Lennon.

### Pubblicazione
Uscito il 29 ottobre 1973 nel Regno Unito ed il 16 novembre negli USA, Mind Games presenta Aisumasen come terza traccia, tra Tight A$ e One Day (At a Time). Ottenendo una buona accoglienza sia da parte del pubblico che da parte della critica, questa canzone non è stata considerata tra le tracce migliori dell'LP dal critico Stephen Thomas Erlewine di AllMusic. Il sito keno.org ha dato il voto 7.2 al pezzo, ma Wilson & Arloy hanno considerato Aisumasen un brano con un testo pessimo. Nelle ristampe dell'album a partire dal 21 settembre 2002, è presente un'home version della canzone come bonus track; le altre due tracce aggiuntive sono sempre registrazioni casalinghe, in questo caso di Bring on the Lucie e Meat City.

## Formazione
- John Lennon: voce, chitarra
- David Spinozza: chitarra
- "Sneaky Pete" Kleinow: steel guitar a pedale
- Gordon Edzards: basso elettrico
- Ken Ascher: tastiere
- Jim Keltner: batteria[1]